# Cockrell Hill
Cockrell Hill é uma cidade localizada no estado norte-americano do Texas, no Condado de Dallas.

## Demografia
Segundo o censo norte-americano de 2000, a sua população era de 4443 habitantes.
Em 2006, foi estimada uma população de 4309, um decréscimo de 134 (-3.0%).

## Geografia
De acordo com o United States Census Bureau tem uma área de 1,5 km², dos quais 1,5 km² cobertos por terra e 0,0 km² cobertos por água.

## Localidades na vizinhança
O diagrama seguinte representa as localidades num raio de 16 km ao redor de Cockrell Hill.